# Адв'єх
Адв'єх, адвієх та адвія (перс. ادویه; англ. advieh; англ. adwiya) — перська назва для суміші спецій, які використовують в кухні Ірану.
Ця суміш відрізняється тим, що в неї входить широке коло спецій. Пояснення цьому можна знайти в тому, що навіть в сучасному світі адв'єх виготовляється в домашніх умовах з урахуванням переваг і практик готування конкретної господині. Також велику роль при створенні грає практичне призначення суміші.
Перські домогосподарки використовують адв'єх не кожен раз при готуванні. Суміші варіюються від регіону до регіону. Зазвичай адв'єх включає кмин, коріандр, корицю, перець, кардамон, гвоздику, мускатний горіх, а також висушені пелюстки або бутони троянд. Деякі рецепти включають вищезгадані інгредієнти, а також ще куркуму. Треті включають сушену лимонну цедру. Один з популярних рецептів адв'єху походить з півдня Ірану і включає насіння коріандру, куркуму, корицю, зіру, кардамон, чорний перець і нагадує суміш карі. Водночас він вважається більш вишуканим, тому що не містить гострого чилі, червоного перецю, імбиру, часник, жоден з яких не з'являється в рецептах адв'єху. При цьому імбир згадується в іншому джерелі як інгредієнт звичайного рецепту суміші. У адв'єх з Іранського нагір'я і з північно-західного регіону включають висушені пелюстки троянд для додання аромату рисовим стравам під час приготування на пару.
Адв'єх має пікантний аромат, гарну текстуру і теплий коричневий кольор. За допомогою суміші додають аромату кус-кусу, плову та іншим рисовим стравам. Деякими ж сумішами просто посипають рисові страви перед подачею, а не приправляють їх. Ним також приправляють перські страви хорешт, хорак, перські страви з тушкованого м'яса або риби, страви з сочевиці і супи; суміш для страв з тушкованим м'ясом може містити шафран. Сухе натирання для м'яса, призначеного для грилю або для печені, може містити адв'єх. Іноді спеції розбовтують в йогурті або змішують в олії, щоб отримати маринад для м'яса гриль та овочів. У деяких близькосхідних країнах аналогом адв'єха є спеція харосет, плоди та горіхова олія з якого є традиційною частиною страви на єврейський Великдень.
Адв'єх продається в маленьких пакетиках в крамницях близькосхідних країн та Ірані.